# Лісовий воїн
Лісовий воїн (англ. Forest Warrior) — американський комедійний бойовик режисера Аарона Норріса.

## Сюжет
Мальовничі ліси Тенглвуду штату Орегон розкинулись на багато сотень миль. Довгі роки і багато десятиліть жителі цих місць пишалися недоторканим цивілізацією виглядом природи, милувалися вічно зеленими лісами і неймовірної краси горою. Заповіт охорони та захисту Тенглвуда передавався з покоління в покоління, дозволяючи зберігати, шанувати і поважати ліси та їх мешканців. Але одного разу з'являється жадібний комерсант Тревіс Торн, що задався метою заробити на вирубці тенглвудского лісу. Разом з купкою нечесних юристів, лісорубів і вірних жадобі наживи прихвоснів, він намагається пустити пил в очі місцевих жителів, тим самим часом розчохлюють бензопилки і починаючи рахувати казковий прибуток. Але не тут то було, у своєму хитро продуманому плані Торн не врахував однієї маленької деталі — за ліс будуть битися. І основну небезпеку для самовпевненого ділка представлятиме самовідданий і хоробрий, невідступний і вірний своєму обов'язку оберігач лісу — Джон МакКена, а допоможуть йому в цьому п'ятеро дітлахів, які зроблять все можливе і неможливе, щоб захистити природу від непрошених гостей.

## У ролях
| Актор                | Роль             |
| -------------------- | ---------------- |
| Чак Норріс           | МакКенна         |
| Террі Кайзер         | Тревіс Торн      |
| Макс Гейл            | шериф Ремсі      |
| Роско Лі Браун       | Кловіс Медісон   |
| Трентон Найт         | Джастін Франклін |
| Меган Пол            | Остін Слейтер    |
| Джош Вулфорд         | Логан Андерсон   |
| Джордан Броуер       | Брайан Андерсон  |
| Майкл Фрідман        | Льюїс Барбет     |
| Вільям Сандерсон     | Пол Карпіо       |
| Денніс Паладіно      | Марк Лілерт      |
| Джон Денніс Джонстон | Вільямс          |
| Ілья Баскін          | Бастер           |
| Лоретта Світ         | Ширлі            |
| Майкл Бек            | Арлен Слейтер    |
| Віл Шрайнер          | Джек Франклін    |
| Барбара Нівен        | Стейсі Франклін  |
| Джордж «Бак» Флауер  | Барні            |
| Кері Скотт           | Томас            |
| Кріс Дойл            | Голлі            |
| Джиммі Ортега        | інспектор 2      |
| Адам Берг            | городянин 1      |
| Джолін Кей           | городянин 2      |
| А.Дж. Говард         | городянин 3      |
| Дейв Маллов          | голос ведмедя    |